# カンナ科
カンナ科（カンナか、Cannaceae）は、単子葉植物の科で、ショウガ目に属する。ダンドク科とも呼ぶ。カンナ属（Canna）だけからなる単型科で、野生種は熱帯地方に50種以上ある。
品種改良されて園芸植物として利用されるカンナ（ハナカンナ、Canna x generalis）が有名である。

## 特徴
その他にカンナの原種といわれるダンドク、食用種のショクヨウカンナなどがある。

## 園芸種 C. x generalis
ハナカンナ (C. x generalis) は本来は宿根草だが、大きな根茎を分けつして増やせるため、春植え球根として扱われている。楕円形の葉は非常に大きい。夏から秋にかけて開花し、赤・黄色・ピンク・白、黄色に赤の絞りや赤の水玉模様のある花を開く。花びらのように見える部分は、6本あるおしべのうちの5本で、残りの1本だけがおしべとして機能する。
草丈が2m近い高性種と、1mくらいの矮性種があり、どちらも花壇の背景などに使われていた。1990年代にタキイ種苗が実生で作る草丈50cm足らずの極矮性種を発売した。この品種は、ピンク・黄色・赤などがあり、花壇だけでなく、鉢やプランターに植えて楽しめる。

## 原種
ダンドク (Canna indica var. orientalis) が園芸種の原種であるとされる。

## 食用種
ショクヨウカンナ (C. edulis) は根茎を食用に供する。

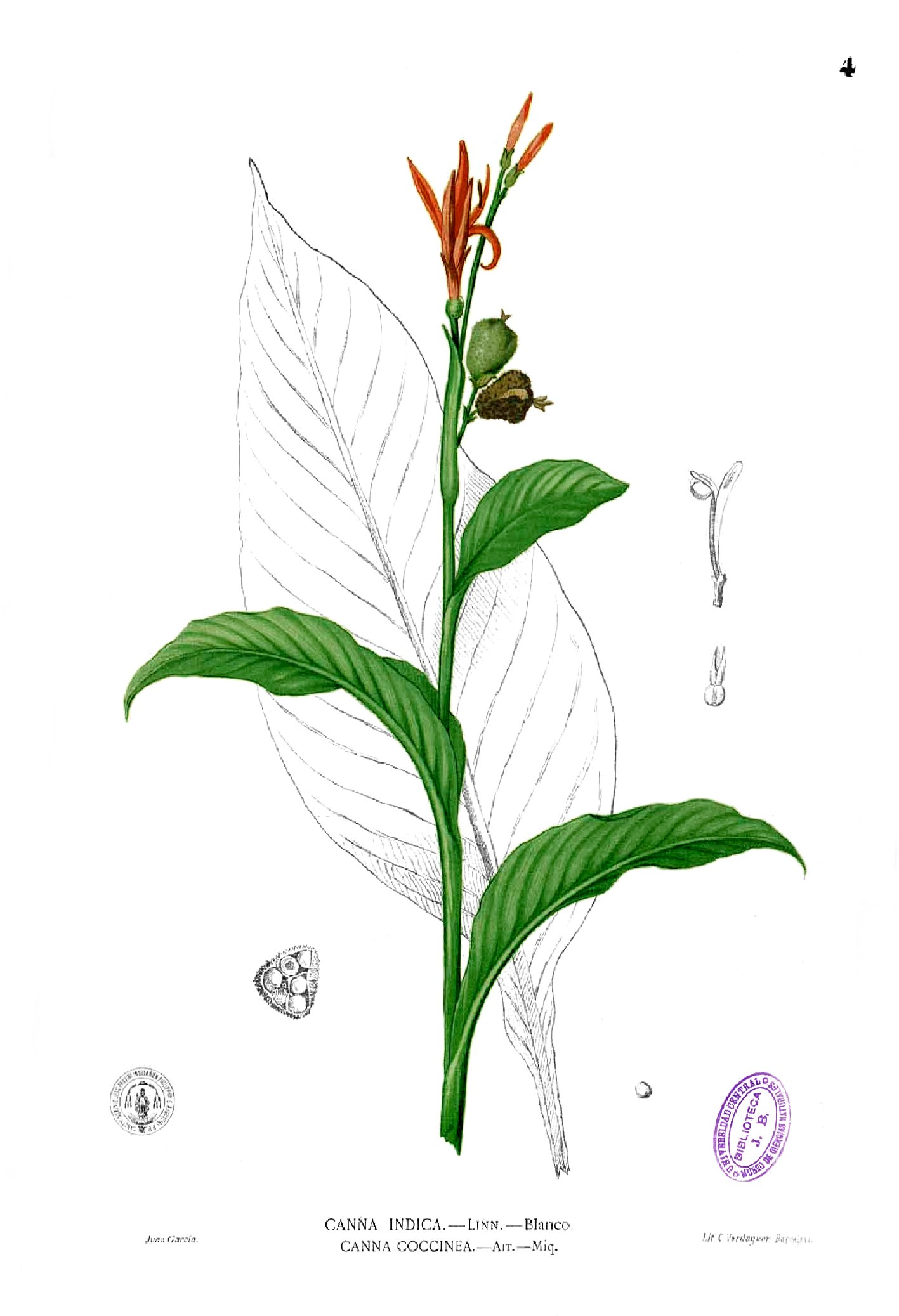
ダンドク
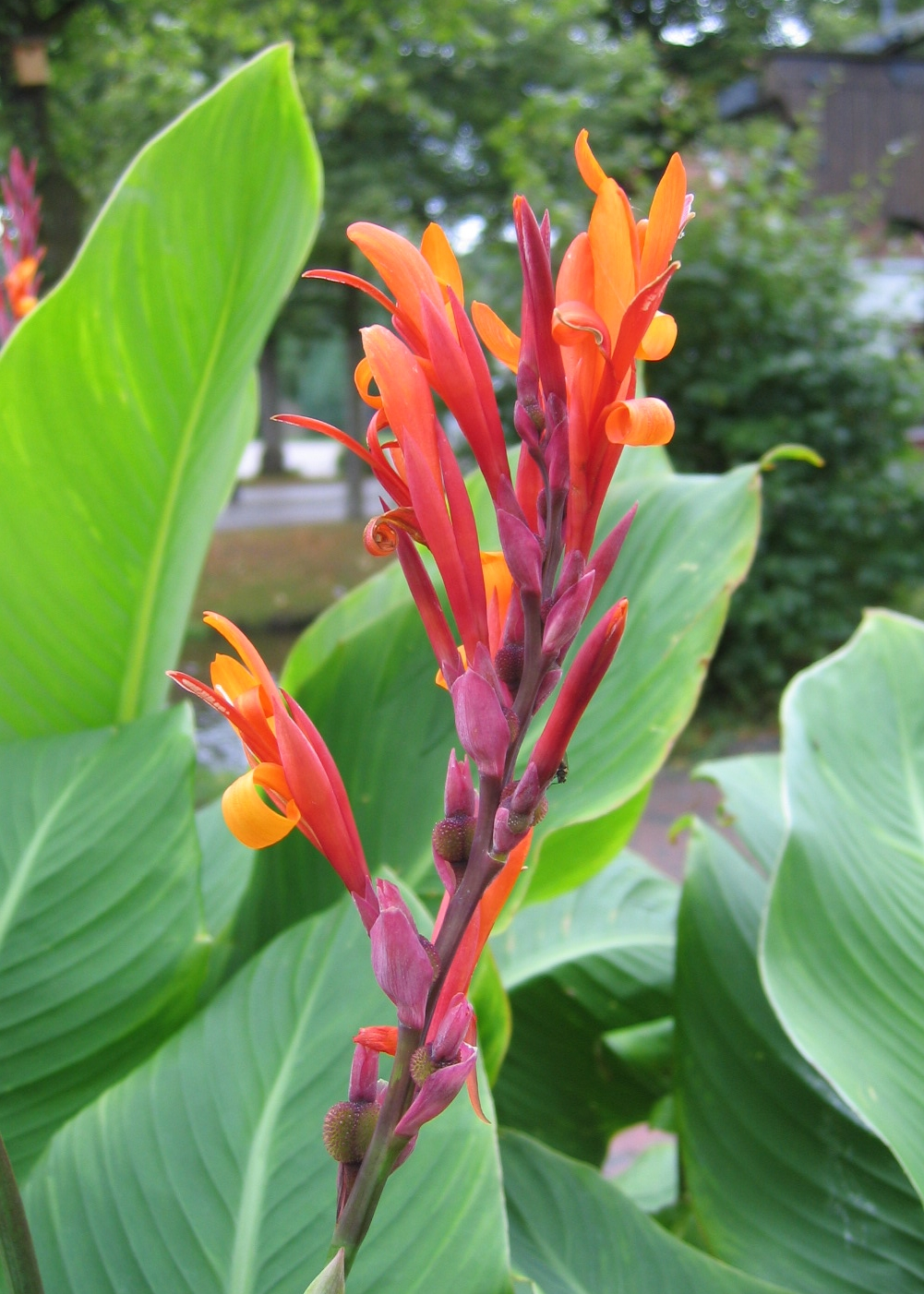
ダンドク C. indica